# Brachyptera zwicki
Brachyptera zwicki är en bäcksländeart som beskrevs av Braasch och Joost 1971. Brachyptera zwicki ingår i släktet Brachyptera och familjen vingbandbäcksländor. Inga underarter finns listade i Catalogue of Life.